# نادي الريان

الشعار السابق

نادي الريان الرياضي هو نادي قطري متعدد الرياضات يشارك في عدد من الرياضات مثل كرة القدم وكرة الصالات وكرة السلة وكرة الطائرة وكرة اليد وألعاب القوى وتنس الطاولة والسباحة. يقع مقره في ملعب أحمد بن علي بمنطقة أم الأفاعي بمدينة الريان. تأسس النادي عام 1967 بعد دمج فريق الريان القديم مع نادي النسور. ألوان الفريق الرسمية هي الأحمر والأسود.
فاز النادي بالعديد من الألقاب في جميع الألعاب الرياضية بما في ذلك بطولتين آسيويتين في كرة السلة والبطولة العربية في كرة اليد والألقاب المحلية لكرة الصالات وتنس الطاولة والكرة الطائرة بالإضافة إلى العديد من بطولات دول مجلس التعاون الخليجي لكرة السلة وكرة اليد والكرة الطائرة. تأهل كل من فريق كرة السلة وكرة اليد لبطولة العالم. ومع ذلك يحظى فريق كرة القدم بأكبر قدر من الاهتمام من مسؤولي النادي ووسائل الإعلام والمشجعين.

## تاريخ
لم تتوقف الاجتماعات والمناقشات بين أبناء المنطقة لوضع أسس إشهار النادي بالشكل المناسب فالمنطقة التي يقع فيها نادي الريان كانت تزخر بالمواهب والإمكانيات الرياضية العالية. فما إن جاء عام 1967 حتى تأسس نادي الريان وإشهر رسمياً بعد دمج فريق الريان القديم مع فريق النسور ليصبح تحت مسمى نادي الريان الرياضي. انضم النادي للأندية القطرية، وكان أول رئيس له هو المهندس حمد المري.

## تشكيلة الفريق
ملاحظة: تشير الأعلام إلى المنتخب الوطني على النحو المحدد في قواعد الأهلية للفيفا. قد يحمل اللاعبون أكثر من جنسية واحدة غير تابعة للفيفا.
| الرقم | البلد      | المركز | اللاعب                                |
| ----- | ---------- | ------ | ------------------------------------- |
| 1     | قطر        | حارس   | فهد يونس                              |
| 2     | قطر        | مدافع  | مراد ناجي                             |
| 3     | قطر        | مدافع  | حازم شحاتة                            |
| 4     | بلجيكا     | وسط    | جوليين دي سارت                        |
| 5     | إسبانيا    | مدافع  | ديفيد غارسيا                          |
| 6     | قطر        | وسط    | عبد العزيز حاتم                       |
| 7     | قطر        | وسط    | رودريغو تاباتا                        |
| 8     | مصر        | مهاجم  | محمود تريزيجيه (معار من طرابزون سبور) |
| 9     | قطر        | مهاجم  | أحمد الراوي                           |
| 10    | البرازيل   | مهاجم  | روجر غيديس                            |
| 11    | البرازيل   | مهاجم  | غابرييل بيريرا                        |
| 12    | قطر        | مدافع  | أحمد المنهالي                         |
| 13    | البرتغال   | مدافع  | أندريه أمارو                          |
| 14    | قطر        | وسط    | عادل بدر                              |
| 15    | قطر        | مهاجم  | تميم العبد الله                       |
| 16    | قطر        | وسط    | عبد الرحمن الحرازي                    |
| 17    | قطر        | وسط    | محمد سراج U21                         |
| 18    | الأوروغواي | وسط    | فرانسيسكو جينيلا                      |
| 20    | قطر        | وسط    | خالد علي سبعه                         |

| الرقم | البلد       | المركز | اللاعب                            |
| ----- | ----------- | ------ | --------------------------------- |
| 21    | قطر         | مدافع  | حسين بهزاد                        |
| 22    | قطر         | حارس   | سامي حبيب بلدي                    |
| 23    | البرازيل    | وسط    | تياغو مينديز                      |
| 24    | قطر         | مدافع  | خالد مفتاح                        |
| 25    | قطر         | وسط    | مصطفى عصام U21                    |
| 26    | قطر         | وسط    | أسامة الطيري                      |
| 27    | قطر         | وسط    | علي قادري (معار من النادي الأهلي) |
| 29    | قطر         | مدافع  | حسن الغريب U21                    |
| 30    | قطر         | حارس   | فهد القصيمي                       |
| 31    | قطر         | حارس   | سامي مازن U21                     |
| 33    | دولة فلسطين | مدافع  | عميد محاجنة                       |
| 34    | قطر         | وسط    | عبد الله عناد U21                 |
| 37    | قطر         | وسط    | وسيم مطر U21                      |
| 48    | البرازيل    | حارس   | باولو فيكتور                      |
| 55    | دولة فلسطين | مدافع  | محمد صلاح                         |
| 62    | كوراساو     | مدافع  | جوشوا برينت                       |
| 77    | المغرب      | وسط    | أشرف بن شرقي                      |
| 99    | البرازيل    | وسط    | دافي كروز U21                     |

### المعارون
ملاحظة: تشير الأعلام إلى المنتخب الوطني على النحو المحدد في قواعد الأهلية للفيفا. قد يحمل اللاعبون أكثر من جنسية واحدة غير تابعة للفيفا.
| الرقم | البلد | المركز | اللاعب       |
| ----- | ----- | ------ | ------------ |
| --    | قطر   | مدافع  | يوسف عمر     |
| --    | قطر   | مدافع  | مبارك الناصر |

| الرقم | البلد | المركز | اللاعب    |
| ----- | ----- | ------ | --------- |
| -     | قطر   | مدافع  | علي جاسمي |

ملاحظة: تشير الأعلام إلى المنتخب الوطني على النحو المحدد في قواعد الأهلية للفيفا. قد يحمل اللاعبون أكثر من جنسية واحدة غير تابعة للفيفا.
| الرقم | البلد   | المركز | اللاعب                                 |
| ----- | ------- | ------ | -------------------------------------- |
| 19    | إسبانيا | مهاجم  | رودريغو مورينو (معار إلى نادي الغرافة) |
| 88    | قطر     | وسط    | مؤمن معتصم (معار إلى نادي الخور)       |
| --    | قطر     | مدافع  | معاذ عبد الله (معار إلى نادي السيلية)  |
| --    | قطر     | مدافع  | عبد الله العلي (معار إلى نادي الخور)   |

| الرقم | البلد | المركز | اللاعب                                       |
| ----- | ----- | ------ | -------------------------------------------- |
| -     | قطر   | وسط    | إبراهيم الحسن U21 (معار إلى نادي كالاهورا ب) |
| --    | قطر   | وسط    | نايف الحضرمي (معار إلى نادي الشحانية)        |
| --    | قطر   | وسط    | جيمي روبيو U21 (معار إلى نادي الشحانية)      |

## أشهر اللاعبين القطرين والاجانب
قطر
- منصور مفتاح
- محمد السويدي
- سالم جبر المري
- إبراهيم محمود شافعي
- محمد عفيفة
- الشيخ علي بن عبد الله بن ثاني آل ثاني
- يوسف دسمال الكواري
- طارق سعيد العلي
- محمد سالم العنزي
- عبد الرحمن الكواري
- عبد العزيز الخرجي
- يونس احمد
- احمد مبارك آل شافي
- زامل الكواري
- الشيخ سعود بن احمد آل ثاني
- علي محمد العلي
- عبد الله العامري
- محمد بخيت المري
- محمد شداد
- محمد مطلق القحطاني
- حسن العتيبي
- فيصل آدم
- حمد بن عبدالله المراغي
- جارالله المري
- رودريغو تاباتا

آسيا
- بشار عبد الله
- عبد الله وبران
- جاسم الهويدي
- جمال مبارك
- حسين بابا
- حسين علي
- عبد الله المرزوقي
- عماد الحوسني
- حسن مظفر
- احمد مبارك كانو
- نايف القاضي
- حسين عبد الغني
- تركي الثقفي
- جاسم غلام

أوروبا
- ماريو باسلر
- صبري اللموشي
- فابريس فيوريزي
- فرانك ديبور
- رونالد ديبور
- جواو توماس
- جاسيك باك
- إيميل مبينزا
- فرناندو هيرو

## الألقاب والإنجازات
الدوري القطري
- البطل (8): 1975-1976، 1977-1978، 1981-1982، 1983-1984، 1985-1986، 1989-1990، 1994-1995، 2015-2016.[5]

كأس الأمير
- البطل (6): 1998-1999، 2004، 2006، 2009-2010، 2010-2011، 2012-2013.[5]

كأس ولي العهد
- البطل (4): 1995، 1996، 2001، 2012.[5]

كأس الشيخ جاسم
- البطل (5) : 1992-1993، 2000-2001، 2011-2012، 2012-2013، 2018-2019.[5]

## الطاقم الإداري

### رؤساء النادي
- حمد عبد الله المري. (أول رئيس)[4]
- ماجد امان العبد الله.
- الشيخ حمد بن جاسم بن فيصل آل ثاني.
- محمد عبد الرحمن درويش الفخرو.
- محمد بن همام العبد الله.
- الشيخ ناصر بن احمد بن علي آل ثاني.
- الشيخ سعود بن خالد بن حمد آل ثاني.
- الشيخ مشعل بن حمد بن خليفة آل ثاني.
- الشيخ عبد الرحمن بن عبد الله آل ثاني.
- الشيخ عبد الله بن حمد آل ثاني.
- الشيخ سعود بن خالد بن حمد آل ثاني.

### المدربون
- بني جونسون
- روالد بولسون
- جورجن لارسن
- لويس فرنانديز
- بيري لوشانتر
- باولو أتوري
- ماركوس باكيتا
- رينيه
- مايكل لاودروب

## الأنشطة الرياضية الأخرى
يتبع إدارة النادي والهيكل التنظيمي جمعية جماهير تسمى مجلس جماهير نادي الريان الرياضي، وهو حلقة وصل بين الجمهور والنادي. ولدى المجلس العديد من الأنشطة والبرامج لتحفيز الجماهير لحضور مباريات الفريق الأول لكرة القدم، بالإضافة إلى برنامج يطمح لزيادة القاعدة الجماهيرية لمحبين النادي. يهدف مجلس جماهير نادي الريان الرياضي إلى خلق مستوى راقي في مدرجات وصفوف جماهيره ليكون التشجيع والحضور مميز وبشكل احترافي يليق بمستوى الرياضة القطرية ورؤية الإتحاد القطري لكرة القدم بشكل خاص واللجنة الأولمبية بشكل عام. ومن أهم أهداف مجلس جماهير نادي الريان الرياضي هو التواصل المستمر مع الجماهير وتحفيزهم لحضور ومؤازرة فرق ناديهم ليس على المستوى الفريق الأول بل على مستوى جميع الألعاب والفئات السنية أيضاً. ويتم ذلك بعدت طرق أهمها الموقع الإلكتروني بشكل عام والمنتديات بشكل عام والتي يستطيع من خلالها جس نبض الشارع الرياني ومدى رضا الجماهير عن إدارة ناديهم وفرقهم ويستقبل من خلاله المقترحات وتتم مناقشتهم أولا بأول وإيصال مقترحاتهم والإجابة على تساؤلاتهم عن طريق إدارة النادي.

## وصلات خارجية
لم يتم العثور على روابط لمواقع التواصل الاجتماعي.

- الموقع الرسمي لنادي الريان الرياضي
- المنتدى الرسمي لنادي الريان الرياضي
- علي النعيمي في المجلس على يوتيوب